# Yoshihide Shinzato
Yoshihide Shinzato (en japonés: 良英新里) (15 de marzo de 1927 Haebaru Prefectura de Okinawa Japón-13 de enero de2008 ), fue un maestro de karate japonés nacido en Okinawa, y que desarrolló la mayor parte de su actividad marcial en América del Sur, desde que decidió radicarse en Brasil como inmigrante.
Comenzó a practicar karate a los doce años de edad en la escuela secundaria, con el maestro Anbun Tokuda (1886-1945), contemporáneo de Choshin Chibana y, discípulo del Gran Maestro Anko . Itosu
Después de terminar sus estudios, se unió a la academia del renombrado maestro Choshin Chibana. Durante Segunda Guerra Mundial, Shinzato sirvió en el ejército japonés como operador inalámbrico en Tokio, regresando al final de la guerra Okinawa, donde retomó el entrenamiento con Chibana.
Shinzato fue el fundador de la International Union Shorin-ryu Karate-Do Federation.

## Biografía
Yoshihide Shinzato nació en el distrito de Shuri, que pertenece a la Ciudad de Naha, en el archipiélago Ryukyu de Okinawa, el 15 de marzo de 1927. A sus estudios primarios los realizó en una Escuela Estatal de Okinawa.
A los doce años, al ingresar al Colegio Militar de Tokio, comenzó a practicar Judo con un maestro de nombre Itokazu. El aprendizaje del Judo era obligatorio en ese momento, pero al tener la opción de practicar también otro arte marcial, eligió además aprender karate.  Shinzato iba a elegir finalmente el karate por considerarlo más adecuado para las personas que no tienen una gran envergadura física.
Su primer maestro de karate fue Ambun Tokuda y luego de la muerte de este durante la Segunda Guerra Mundial, continuó entrenando con el maestro Chosin Chibana
A la muerte de Chibana en 1969 pasó a ser discípulo de un auxiliar del maestro, llamado Katsuya Miyahira, quien sería el sucesor natural reconocido por todos los alumnos, y hoy un Gran Maestro internacional.
El kobudō, un arte de combate que utiliza las herramientas de labranza como armas, fue abrevado por Shinzato de los maestros Seiiche Akamine (con quien también entrenaría Goju Ryu), Masahiro Nakamoto y Katsuyoshi Kanei. De este último Maestro, iba a recibir la categoría de Hanshi, en noviembre de 1993.
Durante la Segunda Guerra Mundial, fue miembro del Ejército Imperial Japonés. Desempeñó tareas de radio telegrafista y radio operador en la Pekín ocupada, encargándose de las comunicaciones entre las bases de Tokio y las tropas que se encontraban en China.
Al finalizar la guerra volvió a Japón y pasó a trabajar como funcionario público del Gobierno de Okinawa, encargado de importación y exportación de mercaderías.

## El viaje a América

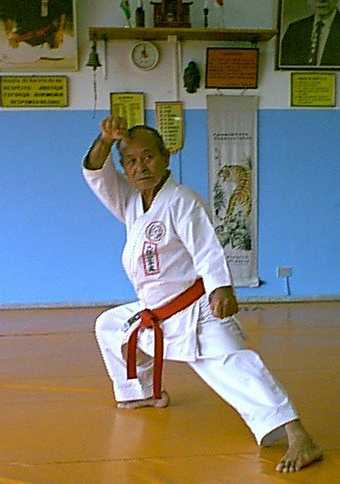
Yoshihide Shinzato - Activo hasta sus últimos días.

Disconforme con la situación del Japón de la posguerra y con ánimo de abrir nuevos horizontes en la lejana América, como muchos emigrantes de su país decidió probar suerte en Brasil. El 16 de enero de 1954 desembarcó en el puerto de Santos acompañado de sus padres, dos hermanos varones, una hermana, su esposa y sus dos pequeños hijos.
Su primer trabajo en Brasil, fue en Praia Grande, cultivando berenjenas, chayote y pepinos. También se encargaba de llevar las verduras al mercado, por lo que pronto se hizo conocido de los feriantes, pasando al poco tiempo a transformarse él mismo en comerciante de los productos que cultivaba.
En este período que duró varios años,  Shinzato solo practicaba karate en los fondos de su casa, y tenía como alumnos a su hijo mayor y a los hijos de otros miembros de la comunidad japonesa de Praia Grande.

### Nace laShinshukan
Recién el 3 de junio de 1962, Yoshihide Shinzato fundó su primera escuela y la llamó Academia Santista de Karate-Do. Sus alumnos la llamaban Escuela Shin Shu Kan.
Tres años después, el 10 de junio de 1965, la Academia pasó a llamarse Asociación Okinawa Shorin-ryu Karate-Do Brasil y actualmente funciona con ese nombre en la Avenida Senador Feijó 219 de la Ciudad de Santos. Allí funciona también la sede de la Unión Shorin-ryu karate-Do Brasil, creada en el año 1976.
En los demás países en donde se ha popularizado la escuela del Maestro Shinzato, se la conoce también con el nombre de Shinshukan. Este nombre compuesto está formado por dos ideogramas que componen el nombre de su alma mater. “Shin” de Shinzato, Shuun apócope de Yoshi, por Yoshihide; y finalmente “Kan” que significa casa o academia. Sin embargo, lo habitual es que el nombre Shin Shu Kan se traduzca '.
Hasta la muerte del maestro Chosin Chibana, Shinzato viajaba esporádicamente a Japón para mantener las bases del Estilo, evitando así la degeneración de las formas. A partir de 1969, el maestro Katsuya Miyahira pasa a ser su referente en Okinawa y en forma paralela se asocia con Katsuyoshi Kanei, presidente de la Asociación Internacional de Kobudo Okinawense.
El maestro Miyahira visitó al maestro Shinzato en dos oportunidades. La primera vez en 1977 para los festejos de un aniversario de la Asociación Okinawa Shorin-ryu Karate-Do de Brasil y su última visita fue en el año 1991.
Al año siguiente, Shinzato iba a crear la International Union Shorin-ryu Karate-Do Federation, a la cual adhieren 13 países.

## Estudios Marciales

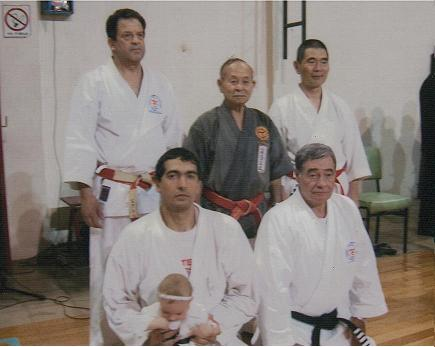
Shinzato con Maestros y Alumnos - Seminario en Argentina.

Con el esfuerzo y participación de sus alumnos, Yoshihide Shinzato fue transformándose en un referente para todo el karate de Sudamérica, llevando la práctica de este “arte” marcial, hasta su máxima expresión.
Para este maestro, la base del arte son las formas molde, llamadas también kata.
Se le da ese nombre a las series de movimientos preestablecidos que simulan un combate real y que realizándose al aire, deben contener precisión, elegancia, potencia, velocidad, equilibrio y armonía. Según Shinzato, el kata es la esencia del arte, y el kihon es la culminación exitosa del camino de aprendizaje.
Se le llama kihon a la práctica básica de los movimientos que serán utilizados en el kata. Es la totalidad de los movimientos de un karateca, sobre la que edificará la base de su arte.
En el año 2006, editó un libro sobre sus análisis del kihon, en donde volcaba sus ideas acerca de lo que representa el karate, a la vez que presentaba una profusa guía de los katas del estilo Shorin Ryu. En su afán de difusión permanente, todos los años el Maestro visitaba los países en donde hay sedes de la Escuela Shinshukan, impartiendo seminarios internacionales de gran profundidad técnica y calidad didáctica.
Además de estar ligado al espíritu marcial y tradicional del karate, Shinzato abogó por el reconocimiento de la faz deportiva de la lucha, incentivando la práctica del karate de competición' en cada país en donde estuviera la Escuela Shinshukan, llegando a realizar desde la International Union Shorin-ryu Karate-Do Federation, ocho campeonatos mundiales del estilo Shorin Ryu hasta el año previo a su muerte. El último de ellos en Praia Grande.
Estos campeonatos ecuménicos centraron la atención del mundo marcial sobre la figura de Yoshihide Shinzato, que ya era considerado y respetado como un Gran Maestro, y un objeto cultural viviente que trascendía el mundo de las artes de combate.

## La Herencia

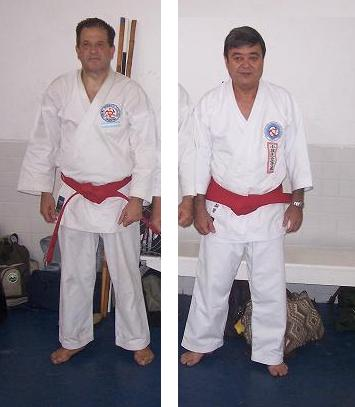
Maestros González Ceballos y Masahiro Shinzato - Herederos de la tradición del Gran Maestro.

Gravemente afectado por una enfermedad renal que, en sus últimos tiempos lo mantenía inmovilizado en Brasil y con complicaciones cardíacas, el 13 de enero de 2008 el Gran Maestro Yoshihide Shinzato falleció en la ciudad que lo había cobijado por más de 50 años.
Aunque tres hijos del maestro practican Karate-Do, su herencia quedó en manos de su hijo Masahiro Shinzato, ascendido a 9° Dan en marzo del año 2008; y en manos de Héctor González Ceballos , originario de Argentina y también ascendido a 9° Dan en esa oportunidad.
Solía decir Shinzato, que la realidad y el camino del karate se resumen en: disciplina, responsabilidad, armonía, humildad y dignidad.
A pesar de haber enseñado y difundido el estilo de Karate-Do llamado Shorin Ryu, los practicantes de karate de distintos estilos, reconocen en Yoshihide Shinzato a un hombre que trascendió las fronteras de las razas, los países, los estilos y las escuelas. El Gran Maestro japonés es un espejo en que muchos practicantes de distintas artes marciales desean verse reflejados.
A la hora de su muerte Yoshihide Shinzato ostentaba el 9° Dan de kobudō y el 10° dan de karate, máxima categoría que puede alcanzar en vida una persona, siendo por antigüedad y experiencia, el primer 10° Dan de toda América, en todos los estilos, formas y escuelas de karate.

## Reconocimientos Recibidos
En el año 2003, el maestro de karate Yoshihide Shinzato, recibió del Superior Gobierno de Japón y en nombre del Emperador Akihito, la distinción como "Gran Comendador de Otoño", reconociéndolo como embajador de la cultura nipona ante el mundo.
Ese reconocimiento otorgado a japoneses que viven fuera de su territorio y que son difusores de la cultura oriental, habitualmente se entrega a personajes de las ciencias, la cultura o las artes. Fue ésta la primera vez que tan alta distinción es entregada a un maestro de karate.
Por su compromiso con la cultura y la expansión de las artes y el pensamiento de Japón, el maestro Yoshihide Shinzato obtuvo los siguientes reconocimientos:
- Ciudadano Santista - Cámara Municipal de Santos (1972)
- Medalla de Primavera – Sociedad geográfica Brasilera – Sao Paulo (1978)
- Gran Cruz – Orden de Mérito – Sociedad de Estados Municipales – Sao Paulo (1994)
- Defensor de los Bienes Culturales – Cámara Municipal de Sao Paulo (2001)
- Medalla de Honor al Mérito – Bras Cubas – Cámara Municipal de Santos (2001)
- Reconocido 8° Dan por la World Karate Federation
- Reconocido 9° dan Kobudo Shinshukan
- Reconocido 9° Dan Federación Paulista de Karate
- Reconocido 9° Dan por la Confederación Brasilera de Karate-Do
- Reconocido 10° Dan por Okinawa Shorin-ryu Karate-Do
- Reconocido 10° Dan por la Internacional Union Shorin-ryu Karate-Do Federation
- Nombrado Comendador de Otoño por el Gobierno de Japón (2003)
- Monumento al Gran Maestro en Realicó - La Pampa – Argentina (08/04/2006)